# 伪满吉林铁路局旧址
伪满吉林铁路局旧址，位于中国吉林省吉林市昌邑区中康路5号，为一个省级文物保护单位，类型为近现代建筑，公布时间为2007年5月31日。该楼由日本人村上次野设计，为东洋式建筑风格。该建筑现由沈阳铁路局吉林车务段管理。
伪满吉林铁路局的历史年代为1934年。